# Los Castillejos Volcánicos de La Bienvenida
Los castillejos volcánicos de La Bienvenida es una zona de carácter volcánico del interior de la península ibérica. Se encuentra en el término municipal español de Almodóvar del Campo, en la provincia de Ciudad Real. Tiene la consideración de monumento natural.

## Descripción
El área está ubicada en el término municipal ciudadrealeño de Almodóvar del Campo, en la comunidad autónoma de Castilla-La Mancha.
Constituye uno de los mejores ejemplos de pitones volcánicos asociados con lavas en la provincia volcánica del Campo de Calatrava. El área volcánica está definida por una fisura eruptiva con una longitud de 1 kilómetro, de la que surgieron tres centros eruptivos ("castillejos"), que se elevan varias decenas de metros sobre las pizarras encajantes, y por una colada que surgió del conducto principal, en el extremo noroeste del espacio natural.
Petrológicamente, el conjunto volcánico es de composición melilitítica, con rocas negras en las que se aprecia la presencia de olivino con fenocristales, dentro de una matriz microcristalina de augita, nefelina y opacos. El espacio cuenta con interés faunístico, al tratarse de una importa zona de campeo de especies protegidas de aves rapaces (buitre negro, buitre leonado, águila real, milano real). Obtuvo el estatus de Monumento Natural el 5 de octubre de 1999, mediante un decreto publicado en el Diario Oficial de Castilla-La Mancha el 8 de ese mismo mes.
En el centro volcánico del sureste existe un yacimiento arqueológico de un poblado romano, con restos prerromanos, declarado BIC.